# Jozef Cardijn
Jozef Leo Cardijn (Schaarbeek, 13 november 1882 - Leuven, 24 juli 1967) was een Belgisch priester die later tot kardinaal werd benoemd vanwege zijn verdienste als stichter en bezieler van de jeugdbeweging Katholieke Arbeiders Jeugd (KAJ), bijgenaamd De Kajotters. De jeugdbeweging van Jozef Cardijn werd opgenomen in de Canon van Vlaanderen.

## Leven en werk
Cardijn was afkomstig uit een middenstandsfamilie uit Halle. Zijn vader, Hendrik Cardijn, was eerst conciërge en koetsier, en legde zich later toe op de handel in steenkool. Zijn moeder, Louise Van Dalen, was een diepgelovige vrouw die haar vier kinderen in dezelfde geest opvoedde.
Cardijn studeerde in 1901 af aan het Klein Seminarie van Mechelen en werd aldaar in 1906 tot priester gewijd door aartsbisschop Mercier. Hij kreeg de toestemming om verder Politieke en Sociale wetenschappen te studeren aan de Katholieke Universiteit Leuven, bij onder meer Simon Deploige en Victor Brants. Na een jaar van studie waarin hij in contact kwam met de arbeidersbeweging, werd hij door Mercier benoemd tot leraar in het Kleinseminarie van Neerwaver.
In 1912 werd hij benoemd tot onderpastoor aan de Onze-Lieve-Vrouweparochie van Laken, en in 1915 werd hij tevens benoemd tot directeur van de "sociale werken" in Brussel. Als zodanig was hij in 1924 de oprichter van een Vlaamse landsbond onder de naam Kristene Arbeidersjeugd, naast de JOC. Door de pauselijke encyclieken Rerum Novarum (1891), Quadragesimo Anno (1931), door zijn bewondering voor priester Daens en door zijn contacten met arbeidersbewegingen in binnen- en buitenland geraakte hij bewogen om iets voor de Belgische (jonge) arbeiders te doen en zorgde daardoor voor hun ontvoogding en algemene ontwikkeling. 
Na een onderhoud met Paus Pius XI in 1925 werd zijn beweging officieel erkend als katholieke actie voor de arbeidersjeugd, en werd hij er de eerste proost van. In de jaren dertig keurde hij het rexisme, het communisme en het socialisme af. Hij lag aan de basis van de kerstbrief die de Belgische bisschoppen in 1936 aan de gelovigen richtten, waarbij het rexisme en het VNV werden veroordeeld, en waardoor een samenwerking tussen het VNV en de KVV werd opgeblazen.
In 1940 telden de vier takken van de christelijke arbeidersjeugd (KAJ, VKAJ, JOC en JOCF) al 148 propagandisten en 34 bedienden, goed voor 66.000 aangesloten jongeren. 
Tijdens de Tweede Wereldoorlog werd Cardijn in juni 1942 samen met zijn hulpaalmoezenier en de voorzitters van KAJ en JOC opgepakt, en gedurende drie maanden gevangengezet. Na die oorlog bouwde hij zijn beweging internationaal uit (in 80 verschillende landen). Zo kwam er een Internationaal Bureau voor de Christelijke Arbeidersjeugd, de latere Internationale Kristelijke Arbeidersjongeren (YCW). In 1945 maakte Cardijn een eerste reis naar Latijns-Amerika. 
In 1957 volgde een eerste wereldcongres, in Rome. Daar werd Cardijn door de Heilige Stoel tot internationaal proost van de Internationale KAJ benoemd.
Cardijn bezat een groot retorisch talent. Hij sprak zijn publiek al roepend toe, hevig gesticulerend en sterk wervend. Af en toe beging hij in al zijn enthousiasme een flater, zoals die keer toen hij het had over de "miljoenen en miljoenen Luxemburgers".
In januari 1965 werd hij door paus Paulus VI benoemd tot titulair aartsbisschop van Tusuro en op 22 februari 1965 tot kardinaal gecreëerd. 
Cardijn overleed op ruim 84-jarige leeftijd. Kardinaal Suenens ging voor in de begrafenisplechtigheid in de basiliek van Koekelberg, in aanwezigheid van prins Albert. Hij werd begraven in de Onze-Lieve-Vrouwekerk van Laken, waar ook de leden van de koninklijke familie hun laatste rustplaats hebben.
Tijdens de verkiezing van de Grootste Belg eindigde kardinaal Cardijn op de 23e plaats.

## Zaligverklaringsproces

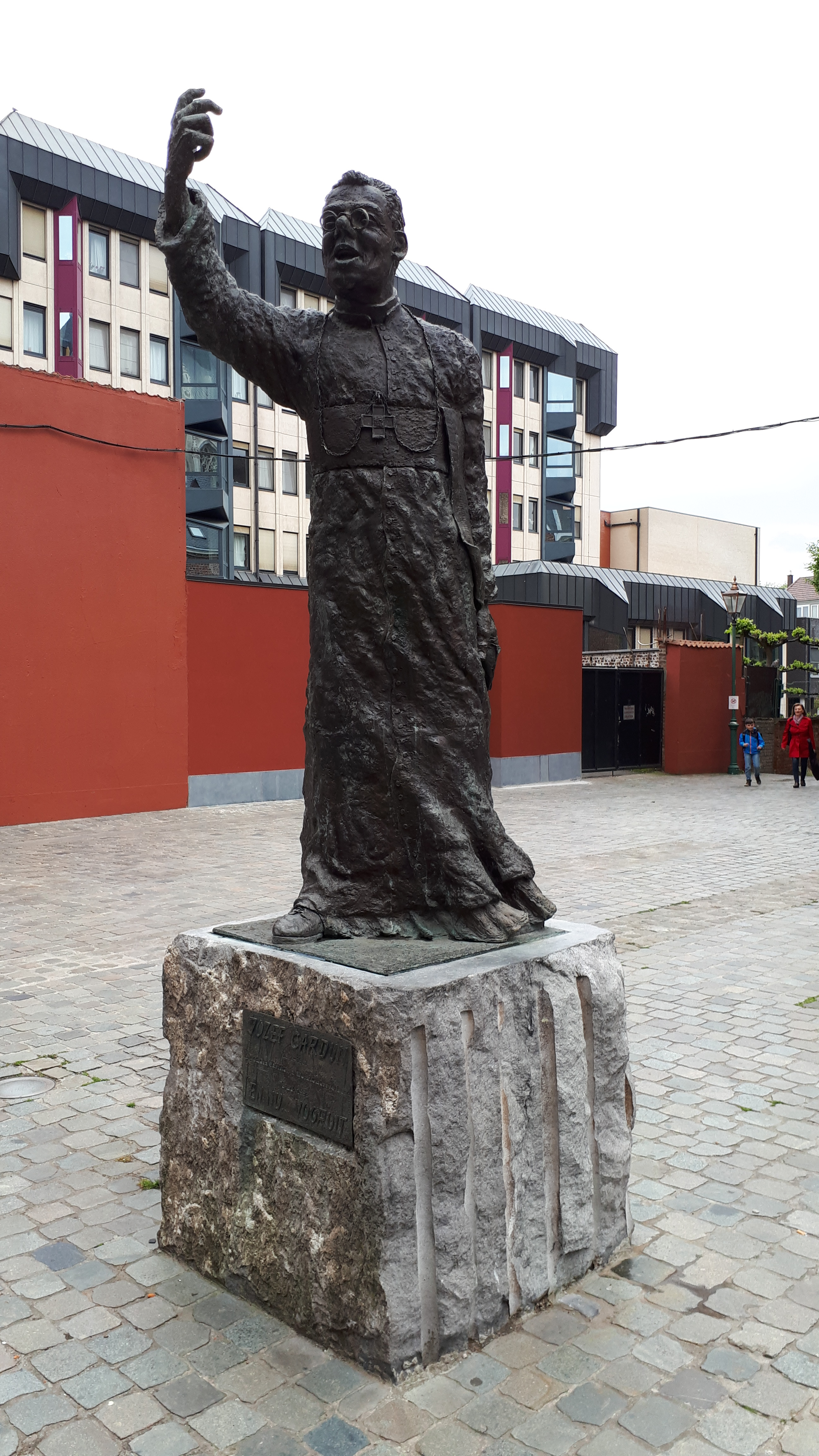
Standbeeld van Jozef Cardijn in Halle

Op 16 januari 2014 installeerde aartsbisschop André Léonard een diocesane rechtbank die de zaligverklaring van Cardijn moet voorbereiden.

## Naamgeving
Naar hem genoemd zijn:
- Kardinaal Cardijnlaan in Aartselaar, Bonheiden, Deerlijk, Izegem, Kemzeke, Kruibeke, Lendelede, Lille, Lint, Melsele, Menen, Mortsel, Rijkevorsel, Roeselare en Sint-Niklaas
- Jozef Cardijnlaan in Herenthout, Meise, Nieuwpoort, Oostakker (Gent) en Puurs-Sint-Amands
- Kardinaal Cardijnstraat in Aarschot, Halle, Hoboken, Hooglede, Lier, Mechelen, Nijlen, Terhagen (Rumst), Westerlo en Wevelgem
- Kardinaal Cardijnplein in Bornem, Berlaar-Heikant en Kapellen
- Kardinaal Jozef Cardijnstraat in Hove en Sint-Gillis-Waas
- J. Cardijnlaan in Sint-Lennaarts (Brecht)
- Cardijnlaan: Aalter-Brug (Aalter)
- In Halle staat een standbeeld van hem in de naar hem genoemde Kardinaal Cardijnstraat
- Institut Cardijn, een hogeschool die ondertussen onderdeel is van de Haute École Louvain en Hainaut
- Institut Cardijn-Lorraine in Arlon-Differt-Athus, middelbare scholen
- Cardijnschool BuSO Anderlecht